# Magnum crimen 1945.
Magnum crimen 1945. je hrvatski dokumentarno-igrani film o zločinima koji su u svibnju i lipnju 1945. počinjeni nad zarobljenim pripadnicima poraženih vojski i nepoznatom broju civila od strane pobjedničke NOVJ na području današnje Austrije i Slovenije.
Prema autorima filma središnja tema je zapovjedna odgovornost za počinjene zločine u kojima su, kako autori tvrde, bez suđenja okrutno pobijeni vjerojatno desetci tisuća pripadnika Hrvatskih oružanih snaga, uz neutvrđen broj civila hrvatske nacionalnosti. Uz Hrvate su, tvrde autori, u kolonama smrti skončali pripadnici Slovenaca, Srba, Crnogoraca, Kozaka i drugih nacija. Prikazana su svjedočanstva preživjelih svjedoka, sudionici kolona, britanskih časnika, izjave povjesničara i publicista. Film pokušava dati odgovore, iz kuta autora filma, na pitanja koja su prema njima važna za rasvjetljavanje desetljećima prešućivane hrvatske povijesti. Pitanja na koja autori pokušavaju dati odgovor su zašto se onima koji su bježali od NOVJ tada nisu poštovala međunarodna ratna prava, zbog čega su zarobljenici protivno njihovoj volji prepuštani onima od kojih su bježali, te jesu li savezničke snage znale da ih predajom partizanskim jedinicama osuđuju na smrt.
Film je od neovisnih znanstvenika povjesničara i filmskih kritičara dobio loše kritike. Najveće zamjerka filmu je pokušaj izjednačavanja hrvata kao naroda i ustaške vojske, što je ocijenjeno pokušajem relativiziranja istine, povijesnog revizionizma i izjednačavanja krivnje. Hrvoje Klasić, hrvatski povjesničar, izjavio je da je film više politikantstvo, nego ozbiljan historiografski pristup. Posebno spornim smatra sljedeće:
U prilog toj tvrdnji navodi činjenicu kako se se u filmu pojavljuje ustaški pukovnik Danijel Crljen koji bez ikakvog (autorskog) komentara govori o ustaškom pokretu, o NDH i iznosi svoju istinu. Klasić izjavu za riječki Novi List zaključuje sa:
Hrvoje Šimićević, kolumnist tjednika i portala Novosti optužuje autore, ali i HRT koja je taj film prikazala, za filoustaštvo i povijesni revizionizam, a producentsku kuću Laudato, koja je film producirala, za "koordinirano širenje vjerskog fundamentalizma i historijskog revizionizma u Hrvatskoj". Filmu posebno zamjera sugestivni ton pri čemu navodi:
Pretpremijera filma bila je 25. svibnja 2015. u dvorani Vijenac Nadbiskupijskog pastoralnog instituta u Zagrebu, a premijera 26. svibnja 2015. u Kazališno koncertnoj dvorani Ivana Brlić Mažuranić u Slavonskom Brodu.
Producentica filma je Ksenija Abramović, a scenaristica i redateljica Nada Prkačin. Snimatelj i montažer je Ivan Lovrić, a animaciju i grafički dizajn filma radili su Nikola Uroić i Josip Ninković. Autor glazbe je Željko Barba.

## Vanjske poveznice
- YouTube Dokumentarni film 'Magnum Crimen 1945.'